# Friedrich Spiegel
Friedrich Spiegel (født 11. juli 1820 i Kitzingen ved Würzburg, død 15. december 1905) var en tysk orientalist.
Spiegel studerede orientalske sprog i Erlangen, Leipzig og Bonn, rejste derefter 1842—47 udenlands, særlig til København, London og Oxford, og udnævntes efter sin hjemkomst 1849 til professor i østerlandske sprog ved universitetet i Erlangen, i hvilken stilling han virkede indtil 1890. Han var fra 1848 korresponderende medlem af München-akademiet, der 1891 optog ham som ordinært medlem; ligeledes var han medlem af akademierne i Berlin, Sankt Petersburg og Paris (Institut de France). 
Spiegels forfattervirksomhed, der navnlig vedrører den persiske oldforskning, er både omfangsrig og betydningsfuld, såvel i lingvistisk som i filologisk-historisk henseende. Under sit ophold i København kastede han sig med iver over studiet af de gamle indiske og persiske håndskrifter og udførte blandt andet et meget betydeligt arbejde med det kongelige Biblioteks sanskrit- og palihåndskrifter, hvorved han leverede værdifulde forarbejder til den af Westergaard senere udgivne beskrivende katalog. 
Under sine arbejder med de indiske håndskrifter henvendte han især sin opmærksomhed på palilitteraturen, som dengang var lidet kendt, og lagde planer til udgivelse af buddhistiske tekster såvel som til palileksikon; han nåede dog aldrig videre med disse Arbejder end til at 
udgive nogle mindre betydelige Tekststykker: Kammavdkyam, liber de officiis sacerdotum Buddhicorum (1841) og Anecdota Pâlica I (1845) med overs og Noter; thi snart efter opgav han palistudierne og helligede sig for fremtiden alene den iraniske filologi.
På dette område har han præsteret en anselig række vigtige arbejder, af hvilke flere endnu er hovedværker i den persiske oldtidsvidenskab: Chrestomathia Persica (1846), Die Alexandersage bei den Orientalern (1851), Grammatik der Pârsisprache nebst Sprachproben (1855), en fremstilling af sprogformen i de middelpersiske pâzendtekster; Ueber einige eingeschobene Stellen im Vendidad og Der 19. Fargard des Vendidad (begge trykte i "Abhandlungen der königlichen Bayrischen Akademie der Wissenchaft" III afdeling, bind VI—VII, 1850-55).
Dertil kommer Avesta, die heiligen Schriften der Parsen. Aus dem Grundtexte übersetzt (1.—3. bind, 1852—63), Avesta. zum ersten Male im Grundtexte sammt der Huzwâresch-Übersetzung herausgegeben (1.—2. bind, 1853—58), endnu vigtig på grund ad den deri optrykte Pehlevi-(Huzwâresch)tekst; Zur Interpretation des Vendidad (1853), Einleitung in die traditionellen Schriften der Parsen, 1. del Huzwâresch-Grammatik, 2. del Die traditionelle Literatur (1856—60), Neriosengh’s Sanskrit-Übersetzung des Yana. Herausgegeben und erläutert (1861), Die altpersischen Keilinschriften. Im Grundtexte mit Uebersetzung, Grammatik und Glossar (1862; 2. udgave 1881, en endnu værdifuld håndbog).
Videre udgav han Erân, das Land zwischen dem Indus und Tigris. Beiträge zur Kenntniss seiner Geschichte (1863), Commentar über das Avesta (1.—2. bind, 1864—68), Grammatik der altbaktrischen Sprachen nebst einem Anhange über den Gâthâdialekt (1867), Erânische Altertumskunde (1.—3. bind, 1871—78), Arische Studien (1. hæfte, 1874), Vergleichende Grammatik der alterânischen Sprachen (1882), Die Arische Periode und ihre Zustände (="Einzelbeiträge zur allgemeinen und vergleichenden Sprachwissenschaft", 2. hæfte, 1887), Die alten Religionen in Erân ("Zeitschrift der deutschen morgenländischen Gesellschaft", 52. bind, 1898).